# 蒙古国宪法
蒙古国宪法（字面意思为“蒙古国的基本法”）是蒙古国的宪法。当前通行的宪法为1992年1月13日通过，同年2月12日生效，并先后于1999年、2001年、2019年和2023年修改。

## 憲法歷史
蒙古历史上共产生过四部宪法。現行憲法於1992年2月12日生效，並先後於1999年、2001年和2019年進行了三次修正案，最近的一次是2023年的修正案。
1924年6月3日，蒙古在博克多汗驾崩后废除了君主立宪制。同年8月，蒙古人民革命党第三次代表大会通过了蒙古走非资本主义道路的总路线。1924年11月26日，在库伦举行了国家大呼拉尔第一次会议，通过了蒙古历史上的第一部宪法《蒙古人民共和国宪法》，蒙古宣布成立独立的社会主义国家蒙古人民共和国，且将首都京都库伦更名为乌兰巴托。
1940年6月，国家大呼拉尔第八次会议，通过了蒙古历史上的第二部《蒙古人民共和国宪法》。
1945年2月，苏联、美国、英国签订了《雅尔塔协定》规定“外蒙古（蒙古人民共和国）的现状须予维持”，并将其作为苏联对日本作战的条件之一。1945年8月，经过公民投票之后，中华民国国民政府于1946年1月正式承认蒙古独立。1951年2月，大人民呼拉尔举行第一次选举。
1960年7月6日，第四届大人民呼拉尔第一次会议通过了蒙古历史上的第三部《蒙古人民共和国宪法》。该宪法后经多次修改。该宪法共有10章94条，其中规定，蒙古人民共和国是工人、合作化阿拉特（农牧民）和劳动知识分子的社会主义国家，基础是工人阶级同合作化阿拉特的联盟。蒙古人民革命党是蒙古人民共和国国家和社会的领导力量。大人民呼拉尔行使立法权和国家的一切权力，这些权力包括：批准和修改宪法；制定法律；制定内外政策的基本原则和措施；选举大人民呼拉尔主席团；组成部长会议（国家权力的最高执行机关，对大人民呼拉尔及大人民呼拉尔主席团负责）；批准成立、撤销、组成各部和其他主管机关；选举组成蒙古人民共和国最高法院，任命国家检察长。从第十届大人民呼拉尔起，每届大人民呼拉尔的任期由四年延长为五年。
1989年12月，蒙古人民共和国首个反对派组织——蒙古民主联盟成立，随后十多个反对派组织先后成立，它们组织集会、游行、绝食，要求蒙古人民革命党和政府集体辞职，解散大人民呼拉尔，修改宪法，实行多党制和议会制等等。蒙古人民革命党遂提前召开了中央全会和大人民呼拉尔会议，彻底改组了党的中央政治局和书记处，将党和国家领导人全部撤换，取消了宪法内有关蒙古人民革命党的领导作用的条款。1990年5月，蒙古人民共和国颁布了《政党法》，使反对党获得合法化。1991年1月，通过了《政党法》的修正案，要求各单位的蒙古人民革命党组织必须在1991年7月1日之前解散，党员编入所居住地区的街道支部。1990年7月，蒙古历史上的第一次多党选举举行，蒙古人民革命党获胜，继续为执政党。
1990年3月，第十一届大人民呼拉尔第八次会议决定设立“总统”职位，故对《蒙古人民共和国宪法》的有关条款进行了修改。1990年9月3日，蒙古第一次直接总统选举举行，蒙古人民共和国选出了首位总统彭薩勒瑪·奧其爾巴特。
1992年1月13日通过，同年2月12日生效的《蒙古国宪法》是蒙古历史上第四部宪法。根据该宪法，自1992年2月12日起，蒙古的国名改为“蒙古国”。宪法确定蒙古国实行设有总统的议会民主制。宪法规定，蒙古国是独立主权的共和国，崇高目标是在国内建立人道主义的公民民主社会；在未颁布法律的情况下，禁止外国军事力量驻扎于蒙古国领土；国家承认公有制和私有制的一切形式；国家尊重宗教，宗教崇尚国家；公民有信仰和不信仰宗教的自由。宪法生效后，彭薩勒瑪·奧其爾巴特继续担任蒙古国总统。1997年5月18日，蒙古第二次直接总统选举举行，蒙古人民革命党总统候选人那楚克·巴嘎班迪当选为第二任总统。这是《蒙古国宪法》生效后首次举行的总统选举。

## 内容
1992年1月13日通过，同年2月12日生效的《蒙古国宪法》分序言及五章正文，共70条条款。主要内容有：

### 第一章 蒙古国主权
声明蒙古国国家主权和领土完整。规定宗教与国家之间的关系。规定蒙古国徽、国旗和国歌。

### 第二章 人权、自由
规定公民权利、政治权利和人权。宗教自由、言论自由、新闻自由、投票权。法律面前人人平等。并列出了公民的责任，包括纳税、在军队服务。

### 第三章 蒙古国国家制度
规定国家的法律制度，及国家为共和国。宣布蒙古实行议会民主。说明立法机关的结构。

### 第四章 蒙古国行政区划单位及其领导
规定蒙古国的行政区划，并确定国家和地方政府之间的关系。

### 第五章 蒙古国宪法法院
建立宪法法院，对宪法的解释作出裁决。

### 第六章 蒙古国宪法的增补、修改
说明增补、修改宪法的程序。

## 憲法修正案

### 2019年修正案
2019年，蒙古修改了憲法，加強了總理的權力，以結束多年的政治不穩定和經濟停滯。修正案後，總統任期也縮短為一屆六年。憲法修正案旨在增加蒙古公民的經濟機會，讓他們更好地控制如何維持該國豐富的自然資源和從中賺取的收入。此外，修正案剝奪了總統任命關鍵職位法官的權力，並建立了議會而非行政機構對司法事務的監督，從而增強了司法機構的獨立性。這些修正案得到了一般民眾和現任政治家的積極參與。儘管憲法修改保證選舉法在投票舉行前一年不會改變，但比例代表制被拒絕。

### 2022年修正案
2022年，立法者開始討論可能修改憲法以加強民主，同時宣揚西敏制的優點。

### 2023年修正案
2023年5月31日，立法者提出修正案，將國家大呼拉爾議席數量從76個增加到126個，並重新引入政黨比例制投票。

## 延伸阅读
- 蒙古国宪法（中文译本） （页面存档备份，存于） （简体中文）
- 蒙古国宪法（英文译本） （页面存档备份，存于） （英文）
- Department of Service for Diplomatic Corps of Ministry of Foreign Affairs has the English language text of the Constitution （英文）